# Marcia Ball
Marcia Ball (ur. 20 marca 1949 w Orange w Teksasie, USA) – amerykańska wokalistka i pianistka bluesowa. Związana także z regionalnym gatunkiem bluesa – bluesem luizjańskim.
Naukę gry na pianinie zaczęła w wieku pięciu lat. W 1970 roku rozpoczęła karierę z własnym zespołem Freda and the Firedogs  grającym progresywne country. Cztery lata później postanowiła spróbować sił w karierze solowej.
Jej rozpoznawalny styl grania na pianinie zawiera elementy zydeco, swamp bluesa oraz boogie woogie.

## Dyskografia
- 1984 Soulful Dress
- 1985 Hot Tamale Baby
- 1989 Gatorhythms
- 1990 Dreams Come True
- 1994 Blue House
- 1997 Let Me Play With Your Poodle
- 1998 Sing It!
- 2001 Presumed Innocent
- 2003 So Many Rivers
- 2005 Live! Down The Road
- 2007 JazzFest Live
- 2008 Peace, Love & BBQ
- 2011 Roadside Attractions